# Крстец
Крстец (мкд. Крстец) је насеље у Северној Македонији, у јужном делу државе. Крстец припада општини Прилеп.

## Географија
Насеље Крстец је смештено у јужном делу Северне Македоније. Од најближег већег града, Прилепа, насеље је удаљено 15 km источно.
Крстец се налази на источном ободу Пелагоније, највеће висоравни Северне Македоније. Село је смештено високо, на западним висовима планине Бабуне. Надморска висина насеља је приближно 1.080 метара.
Клима у насељу је планинска због знатне надморске висине.

## Становништво
По попису становништва из 2002. године, Крстец је имао 1 становника.
Претежно становништво у насељу су етнички Македонци (100%).
Већинска вероисповест у насељу је православље.